# Eranthemum borneense
Eranthemum borneense är en akantusväxtart som beskrevs av Joseph Dalton Hooker. Eranthemum borneense ingår i släktet Eranthemum och familjen akantusväxter. Inga underarter finns listade i Catalogue of Life.